# Günter Siebert
Günter Siebert (ur. 15 grudnia 1930 w Kassel, zm. 16 czerwca 2017 w Eckernförde) – niemiecki piłkarz, grający na pozycji napastnika, działacz piłkarski.

## Kariera piłkarska
Günter Siebert karierę piłkarską rozpoczął w CSC 03 Kassel, jednak największe sukcesy w swojej karierze odnosił w Schalke 04 Gelsenkirchen, gdzie grał w latach 1951–1953, 1955–1959, 1961–1963. W Oberlidze dla tego zespołu rozegrał 118 meczów i strzelił 61 goli. W 1958 roku zdobył z drużyną Die Königsblauen mistrzostwo Niemiec. Potem grał m.in. w Hessen Kassel, Gladbeck 1920/52. Już w czasie kariery piłkarskiej zdradzał swój talent do interesów, zakładając sieć kiosków w Gelsenkirchen. Günter Siebert karierę piłkarską zakończył w 1964 roku w CSC 03 Kassel.

## Sukcesy
- Mistrz Niemiec: 1958

## Po zakończeniu kariery
Günter Siebert po zakończeniu kariery piłkarskiej został działaczem FC Schalke 04. W latach 1967–1976, 1978–1979 był prezesem klubu. W czasie jego rządów w FC Schalke 04 w sezonie 1971/1972 zdobył Puchar Niemiec. W 1979 roku z powodu konfliktów odszedł z FC Schalke 04. W 1987 wrócił do FC Schalke 04 gdzie w latach 1987–1988 ponownie był prezesem klubu.
Mieszkał na Gran Canaria, gdzie prowadził restaurację w Playa del Inglés.